# Ladora
Ladora és una població dels Estats Units a l'estat d'Iowa. Segons el cens del 2000 tenia 287 habitants.

## Demografia
Segons el cens del 2000, Ladora tenia 287 habitants, 121 habitatges, i 75 famílies. La densitat de població era de 357,5 habitants/km².
Dels 121 habitatges en un 31,4% hi vivien nens de menys de 18 anys, en un 52,9% hi vivien parelles casades, en un 5,8% dones solteres, i en un 38% no eren unitats familiars. En el 32,2% dels habitatges hi vivien persones soles el 15,7% de les quals corresponia a persones de 65 anys o més que vivien soles. El nombre mitjà de persones vivint en cada habitatge era de 2,37 i el nombre mitjà de persones que vivien en cada família era de 3,05.
Per edats la població es repartia de la següent manera: un 26,1% tenia menys de 18 anys, un 8,7% entre 18 i 24, un 32,4% entre 25 i 44, un 18,5% de 45 a 60 i un 14,3% 65 anys o més.
L'edat mediana era de 36 anys. Per cada 100 dones de 18 o més anys hi havia 107,8 homes.
La renda mediana per habitatge era de 36.875 $ i la renda mediana per família de 48.333 $. Els homes tenien una renda mediana de 30.156 $ mentre que les dones 21.528 $. La renda per capita de la població era de 15.888 $. Entorn del 7,4% de les famílies i el 8,5% de la població estaven per davall del llindar de pobresa.

## Poblacions més properes
El següent diagrama mostra les poblacions més properes.